# Альбрехт (граф Голландии)
Альбрехт (нем. Albrecht; 25 июля 1336, Мюнхен — 13 декабря 1404, Гаага) — герцог Баварии в 1347—1349 годах совместно с пятью братьями, герцог Нижней Баварии в 1349—1353 годах совместно с двумя братьями, герцог Баварии-Штраубинга с 1353 года совместно с братом Вильгельмом, граф Голландии, граф Геннегау (под именем Альберт I) и граф Зеландии с 1388 года.

## Биография
Альбрехт был сыном императора Священной Римской империи Людвига IV, герцога Баварского, и Маргариты Голландской.
После смерти отца в 1347 году, Альбрехт наследовал Баварию совместно с пятью братьями до 1349 года, когда они решили разделить наследство, в результате чего Стефан, Вильгельм и Альбрехт получили в совместное управление герцогство Нижняя Бавария.
Альбрехт отказался от нидерландской части наследства в пользу брата Вильгельма, который ввязался в конфликт с матерью. В Нидерландах образовались две партии: «трески» (поддерживающей Вильгельма) и «крючков» (поддерживающей Маргариту). К 1354 году Вильгельм победил, а в 1356 году скончалась Маргарита, в результате чего Вильгельм стал полноправным графом Голландии, Зеландии и Геннегау. Однако с 1357 года он начал выказывать признаки безумия, и в 1358 году был помещён в заключение, в котором находился до конца своих дней, а Альбрехт стал регентом его земель, вступив в полноправное владение ими в качестве наследника после смерти бездетного брата в 1388 году.
У Альбрехта всегда было много любовниц, однако проблемы начались, когда он сделал своей фавориткой Алейду ван Пулгест из «партии трески», приобретшей в результате большое политическое влияние. В «партии крючков» был составлен заговор, и сентябрьской ночью 1392 года Алейда была убита в Гааге. В ответ Альбрехт начал преследовать «крючков» огнём и мечом, покоряя один замок за другим. Даже его собственный сын Вильгельм не чувствовал себя в безопасности, и перебрался жить в Геннегау.
В конце жизни Альбрехт воевал с фризами; он побеждал их вновь и вновь, но так и не покорил полностью.

## Семья и дети
19 июля 1353 года Альбрехт женился в Пассау на Маргарите, дочери князя Бжегского Людвика I. У них было семеро детей:
- Катерина[англ.] (ок. 1361 — 1400), вышла замуж за герцога Вильгельма Гелдернского
- Иоганна (ок. 1362 — 1386), вышла замуж за германского короля Венцеля
- Маргарита (1363 — 23 января 1423), вышла замуж за бургундского герцога Иоанна Бесстрашного
- Вильгельм (1365—1417)
- Альбрехт (1369 — 21 января 1397)
- Иоганна София (ок. 1373 — 15 ноября 1410), вышла замуж за герцога Альбрехта Австрийского
- Иоганн (1374/76 — 1425)

Также у него был ряд внебрачных детей.
В 1394 году Альбрехт вступил во второй брак, женившись в Хёсдене на Маргарите, дочери клевского графа Адольфа III. Детей у них не было.